# Casco Central de Guatire
El Casco Central de Guatire, (también conocido como el Casco Histórico de Guatire) es una histórica y emblemática zona de Guatire, ubicada en el Estado Miranda de Venezuela. Este sector, cuyo origen se remonta a la época colonial, desempeña un papel fundamental en la identidad y el patrimonio cultural de la ciudad.
Se encuentran elementos icónicos como la Iglesia, la Plaza 24 de Julio, la Prefectura y el Registro Civil del Municipio Zamora.

## Historia

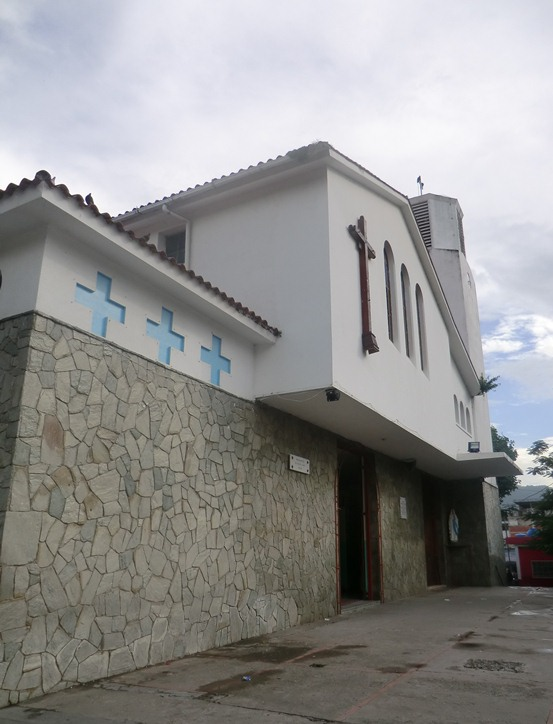
Iglesia de Guatire

El Casco Central de Guatire tiene sus raíces en la época colonial de Venezuela, cuando los colonizadores españoles comenzaron a establecer poblados en la región. Aunque Guatire no tuvo una fecha de fundación específica, este fue el comienzo de su población. Durante este período, se construyó la Iglesia de Guatire, una edificación de gran relevancia histórica de la ciudad de manera arquitectónica y religiosa.

### Actualmente
La conservación del Casco Central está mantenida por el alcalde del Municipio Zamora con el deber de preservar la historia de Guatire, que se ha mantenido desde su creación.